# Syntetiskt grundämne

Stabilt grundämne
Naturligt radioaktivt grundämne
Naturligt radioaktivt grundämne (industriellt viktigt)
Syntetiskt grundämne
Sällsynta radioaktiva naturliga grundämnen; oftast producerade artificiellt

Ett syntetiskt grundämne (även konstgjort grundämne) är ett grundämne som för första gången identifierades som en produkt av artificiell syntes. Några av dem (tunga transuraner, alla supertunga grundämnen) saknas uppenbarligen i naturen; andra grundämnen återfinns endast i spårmängder i jordskorpan (teknetium, prometium, astat, neptunium och plutonium), i stjärnors fotosfär (teknetium och möjligen prometium) och i supernovor (californium och förmodligen dess sönderfallsprodukter – berkelium, curium, americium och lättare).
Alla syntetiska grundämnen är radioaktiva, med halveringstider som sträcker sig från 15,6 miljoner år till några hundra mikrosekunder.
De mest kända laboratorierna för syntetisering av nya grundämnen och flera tiotals eller hundratals nya isotoper är Lawrence Berkeley National Laboratory (LBNL) och Lawrence Livermore National Laboratory (LLNL) i USA, Joint Institute for Nuclear Research (JINR) i Dubna i Ryssland, Gesellschaft für Schwerionenforschung i Darmstadt i Tyskland, Cavendish Laboratory vid Universitetet i Cambridge i Storbritannien samt RIKEN i Japan.

## Egenskaper
Syntetiska grundämnen är radioaktiva och sönderfaller snabbt till lättare grundämnen – med halveringstider som är så korta i förhållande till jordens ålder (ungefär 4,6 miljarder år), att alla atomer av dessa grundämnen sedan länge skulle ha sönderfallit om de hade existerat när jorden bildades. Atomer av syntetiska grundämnen förekommer endast på jorden som en produkt av atombomber eller experiment som involverar kärnreaktorer eller partikelacceleratorer, via kärnfusion eller neutronabsorption.
Atommassa för naturligt liv baseras på en viktad medelförekomst av naturliga isotoper som förekommer i jordens skorpa och atmosfär. För syntetiska grundämnen beror isotopen däremot på medelvärdet av syntesen, så konceptet naturlig isotopförekomst har ingen betydelse. Därför anges atommassan för syntetiska grundämnens masstal (protoner plus neutroner) av den mest stabila isotopen inom parentes.
Inte alla radioaktiva grundämnen är syntetiska. Exempelvis har uran och torium inga stabila isotoper, men förekommer ändå naturligt i jordskorpan och atmosfären. Instabila grundämnen som polonium, radium, och radon – som bildas genom uran- och toriumsönderfall – är också naturligt förekommande, trots deras korta halveringstider. Plutonium är ett extremvärde: dess halveringstid, beroende på isotop, kan vara så lång som 80,8 miljoner år. (Den huvudsakliga plutoniumisotopen som används har en halveringstid på 24 100 år.)

## Historia
Det första grundämnet som upptäcktes genom syntes var teknetium (1936). Denna upptäckt fyllde en lucka i det periodiska systemet, och det faktum att inga stabila isotoper av teknetium finns förklarar dess naturliga frånvaro på jorden (och gapet). Med den mest långlivade isotopen av teknetium (98Tc) – vars halveringstid är 4,2 miljoner år – återstår inget eventuellt teknetium vid jordens bildande. Endast ytterst ringa spår av teknetium förekommer naturligt i jordskorpan – som en spontan fissionsprodukt av 238U eller genom neutroninfångning i molybdenmalmer – men teknetium förekommer naturligt i röda jättestjärnor.
Det sista naturligt förekommande grundämnet som blev syntetiserat var francium (1939).
Det första upptäckta syntetiska grundämnet var curium (1944), som syntetiserades av Glenn T. Seaborg, Ralph A. James och Albert Ghiorso genom att bombardera plutonium med alfapartiklar. Upptäckterna av americium, berkelium och californium följde snart. Einsteinium och fermium upptäcktes av en grupp forskare under ledning av Albert Ghiorso (1952), medan han studerade radioaktivt skräp från detonationen av den första vätebomben. De isotoper som upptäcktes var 253Es, med en halveringstid på 20,5 dagar, och 255Fm, med en halveringstid på cirka 20 timmar.
Upptäckterna av mendelevium, nobelium och lawrencium följde. Under höjden av kalla kriget upptäckte Sovjetunionen och USA oberoende av varandra rutherfordium och dubnium. Namngivningen och äran för upptäckten av dessa grundämnen förblev olösta frågor under många år, men så småningom (1992) delades erkännandet mellan IUPAC och IUPAP.
 År 1997 beslutade IUPAC att ge dubnium sitt nuvarande namn som hedrar staden Dubna där det ryska teamet gjorde sina upptäckter eftersom amerikanska namn redan hade använts för många syntetiska element, medan namnet rutherfordium (valt av det amerikanska teamet) godkändes för element 104.
Inget grundämne med högre atomnummer än 99 har någon praktisk användning utanför vetenskaplig forskning, eftersom de har mycket korta halveringstider.

## Lista över syntetiska grundämnen
Följande grundämnen förekommer inte naturligt på jorden. Alla är transuraner och har atomnummer 95 och högre.
| Namn                           | Tecken | Atomnummer | Första definitiva syntes           |
| ------------------------------ | ------ | ---------- | ---------------------------------- |
| Americium                      | Am     | 95         | 1944 (USA)                         |
| Curium                         | Cm     | 96         | 1944 (USA)                         |
| Berkelium                      | Bk     | 97         | 1949 (USA)                         |
| Californium                    | Cf     | 98         | 1950 (USA)                         |
| Einsteinium                    | Es     | 99         | 1952 (USA)                         |
| Fermium                        | Fm     | 100        | 1952 (USA)                         |
| Mendelevium                    | Md     | 101        | 1955 (USA)                         |
| Nobelium                       | No     | 102        | 1966 (Sovjetunionen)               |
| Lawrencium                     | Lr     | 103        | 1971 (Sovjetunionen och USA)       |
| Rutherfordium                  | Rf     | 104        | 1966 (Sovjetunionen), 1969 (USA) * |
| Dubnium                        | Db     | 105        | 1968 (Sovjetunionen), 1970 (USA) * |
| Seaborgium                     | Sg     | 106        | 1974 (USA)                         |
| Bohrium                        | Bh     | 107        | 1981 (Ryssland och Tyskland)       |
| Hassium                        | Hs     | 108        | 1984 (Tyskland)                    |
| Meitnerium                     | Mt     | 109        | 1982 (Tyskland)                    |
| Darmstadtium                   | Ds     | 110        | 1994 (Tyskland)                    |
| Röntgenium                     | Rg     | 111        | 1994 (Tyskland)                    |
| Copernicium                    | Cn     | 112        | 1996 (Tyskland)                    |
| Nihonium                       | Nh     | 113        | 2003 (Ryssland och Japan)          |
| Flerovium                      | Fl     | 114        | 1999 (Ryssland)                    |
| Moskovium                      | Mc     | 115        | 2003 (Ryssland)                    |
| Livermorium                    | Lv     | 116        | 2000 (Ryssland)                    |
| Tenness                        | Ts     | 117        | 2010 (Ryssland)                    |
| Oganesson                      | Og     | 118        | 2002 (Ryssland)                    |
| * Delad kredit för upptäckten. |        |            |                                    |

### Andra grundämnen vanligtvis framställda genom syntes
Alla element med atomnummer 1 till 94 är naturligt förekommande åtminstone i spårmängder, men följande element framställs oftast genom syntes. Med undantag för polonium och francium, upptäcktes de alla  genom syntes innan de återfanns i naturen.
| Namn      | Tecken | Atomnummer | Första definitiva syntes |
| --------- | ------ | ---------- | ------------------------ |
| Teknetium | Tc     | 43         | 1936                     |
| Prometium | Pm     | 61         | 1945 (USA)               |
| Polonium  | Po     | 84         | 1898                     |
| Astat     | At     | 85         | 1940 (USA)               |
| Francium  | Fr     | 87         | 1939                     |
| Neptunium | Np     | 93         | 1940 (USA)               |
| Plutonium | Pu     | 94         | 1940 (USA)               |